# Gyoji Matsumoto
Gyoji Matsumoto (n. 13 august 1934, Saitama, Japonia – d. 2 septembrie 2019, Saitama, Japonia) a fost un fotbalist japonez.

## Statistici
| Japonia | Japonia | Japonia |
| An      | Meciuri | Goluri  |
| ------- | ------- | ------- |
| 1958    | 1       | 0       |
| Total   | 1       | 0       |